# James Mill
James Mill, škotski zgodovinar, ekonomist, politični filozof, pravni, politični in kazenski reformator, * 6. april 1773, Northwaterbridge, Škotska, Združeno kraljestvo, † 23. junij 1836, London, Anglija, ZK.